# StoryZoo
StoryZoo ist eine Fernsehsendung, in der Animationen, Musik und Bildung kombiniert werden, damit Kinder ihre ersten Wörter in der englischen Fremdsprache lernen können. StoryZoo wurde in Kooperation mit Sprachinstituten entwickelt. 

## Internationalisierung
StoryZoo ist eine Kinder-Animationsserie, die speziell für Vorschulkinder entwickelt wurde. Die Serie kombiniert Animation mit realen Bildern und zielt darauf ab, Kinder auf unterhaltsame Weise zu bilden und zu inspirieren. Sie umfasst verschiedene Aspekte wie Sprachenlernen, Zahlen, Formen und Farben.
StoryZoo läuft in den Niederlanden seit September 2016 auf dem (Kinder-)Sender RTL8. Seit März 2017 ist StoryZoo in Österreich in einer Deutsch-Englischen Version auf dem Sender ORF eins zu sehen.
Seit 2018 ist StoryZoo auch der SKY Platform und dem JuniorTV Kanal zu sehen. 2019 ging StoryZoo ferner eine Kooperation mit der Video Platform Netflix ein.
Seit 2024 gibt es einen eigenen deutschsprachigen Kanal 'StoryZoo & Friends' auf den Plattformen waipu.tv oder auch SamsungTV+.

## Bücher
Zu StoryZoo sind auf Niederländisch auch Begleitbücher erschienen:
- StoryZoo - De boerderij, Gottmer Uitgevers Groep b.v., Haarlem, ISBN 978-946229140-9
- StoryZoo - De speelgoedwinkel, Gottmer Uitgevers Groep b.v., Haarlem, ISBN 978-946229141-6
- StoryZoo op avontuur in het Van Gogh Mueseum